# 日登站
日登站（日语：／ Hinobori eki */?）是位於島根縣雲南市木次町寺領，西日本旅客鐵道（JR西日本）木次線的車站。車站愛稱為「素戔嗚尊」。

## 歷史
- 1932年（昭和7年）12月18日 - 木次線木次站至出雲三成站之間開通，此站啟用[2]。
  - 當時車站地址為島根縣大原郡日登村寺領[2]。
- 1955年（昭和30年）3月3日 - 隨著雲南木次町（日语：木次町）成立，車站地址變為島根縣大原郡雲南木次町寺領。
- 1957年（昭和32年）5月3日 - 隨著雲南木次町改名為木次町（日语：木次町）（第三次），車站地址變為島根縣大原郡木次町寺領。
- 1959年（昭和34年）11月 - 成為簡單委託車站[3]。
- 1987年（昭和62年）4月1日 - 伴隨國鐵分割民營化，車站由西日本旅客鐵道（JR西日本）營運。
- 2004年（平成16年）11月1日 - 隨著雲南市成立，車站地址變為島根縣雲南市木次町寺領。

## 車站構造

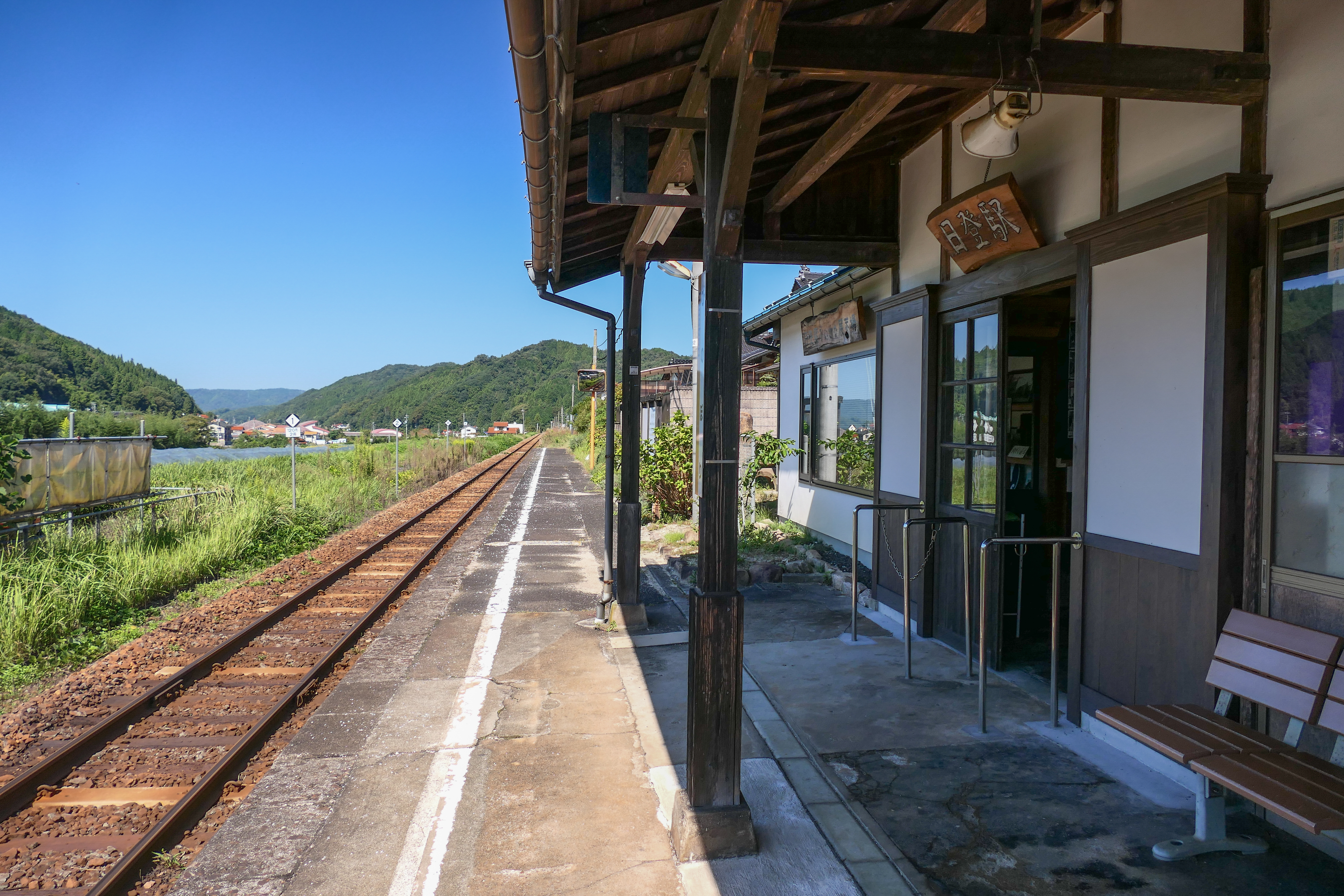
月台（2022年10月）

車站是一座地面車站，設有1面1線的單式月台。前往備後落合方向的列車會開啟左邊車門。站內設有木製車站大樓。
此站是由木次鐵道部管理的簡易委託車站。車站事務室成為了建築公司事務所，平日與部分星期六上班時間內會發售常備券。

## 車站周邊
- 日登郵局
- 雲南市立寺領小學（日语：雲南市立寺領小学校）
- 星崎（日语：ホシザキ）島根第一工場
- 奧出雲葡萄園

## 使用狀況
根據「島根縣統計書」，以下為近年一日平均乘車人次列表。在1994年度的一日平均乘車人次為22人，1984年度年度的一日平均乘車人次為34人。
| 乘車人次繼化 | 乘車人次繼化 | 乘車人次繼化      |
| 年度         | 1日平均人次  | 參考資料          |
| ------------ | ------------ | ----------------- |
| 1999         | 17           | [ 島根縣統計 1 ]  |
| 2000         | 20           | [ 島根縣統計 2 ]  |
| 2001         | 22           | [ 島根縣統計 3 ]  |
| 2002         | 18           | [ 島根縣統計 4 ]  |
| 2003         | 9            | [ 島根縣統計 5 ]  |
| 2004         | 5            | [ 島根縣統計 6 ]  |
| 2005         | 5            | [ 島根縣統計 7 ]  |
| 2006         | 7            | [ 島根縣統計 8 ]  |
| 2007         | 8            | [ 島根縣統計 9 ]  |
| 2008         | 9            | [ 島根縣統計 10 ] |
| 2009         | 11           | [ 島根縣統計 11 ] |
| 2010         | 10           | [ 島根縣統計 12 ] |
| 2011         | 7            | [ 島根縣統計 13 ] |
| 2012         | 7            | [ 島根縣統計 14 ] |
| 2013         | 12           | [ 島根縣統計 15 ] |
| 2014         | 15           | [ 島根縣統計 16 ] |
| 2015         | 14           | [ 島根縣統計 17 ] |
| 2016         | 14           | [ 島根縣統計 18 ] |
| 2017         | 7            | [ 島根縣統計 19 ] |
| 2018         | 7            | [ 島根縣統計 20 ] |

## 相鄰車站
西日本旅客鐵道
 木次線
木次－日登－下久野

## 注腳

### 島根縣統計
1. ↑  1999年(H11) （页面存档备份，存于）（日語）
2. ↑  2000年(H12) （页面存档备份，存于）（日語）
3. ↑  2001年(H13) （页面存档备份，存于）（日語）
4. ↑  2002年(H14) （页面存档备份，存于）（日語）
5. ↑  2003年(H15) （页面存档备份，存于）（日語）
6. ↑  2004年(H16) （页面存档备份，存于）（日語）
7. ↑  2005年(H17) （页面存档备份，存于）（日語）
8. ↑  2006年(H18) （页面存档备份，存于）（日語）
9. ↑  2007年(H19) （页面存档备份，存于）（日語）
10. ↑  2008年(H20) （页面存档备份，存于）（日語）
11. ↑  2009年(H21) （页面存档备份，存于）（日語）
12. ↑  2010年(H22) （页面存档备份，存于）（日語）
13. ↑  2011年(H23) （页面存档备份，存于）（日語）
14. ↑  2012年(H24) （页面存档备份，存于）（日語）
15. ↑  2013年(H25) （页面存档备份，存于）（日語）
16. ↑  2014年(H26) （页面存档备份，存于）（日語）
17. ↑  2015年(H27) （页面存档备份，存于）（日語）
18. ↑  2016年(H28) （页面存档备份，存于）（日語）
19. ↑  2017年(H29) （页面存档备份，存于）（日語）
20. ↑  2018年(H30) （页面存档备份，存于）（日語）

## 外部連結
- 日登｜車站資訊：JR出門網 - 西日本旅客鐵道（日語）